# Medan
Medan es la capital de la provincia de Sumatera Utara (Sumatra Norte), Indonesia. Situada en el norte de la isla de Sumatra, en el estrecho de Malaca, posee un puerto cercano llamado Belawan y un aeropuerto internacional Kuala Namu. Esta ciudad también cuenta con tres universidades estatales, a saber, la Universidad del Norte de Sumatra, la Universidad Estatal de Medan y la Universidad Islámica del Norte de Sumatra.
La ciudad es la cuarta más populosa de Indonesia, después de Yakarta, Surabaya y Bandung, con una población de 2.392.922 habitantes, a su vez de ser la ciudad más poblada del país que se encuentra fuera de la isla de Java. Medan está dividido en 21 distritos (kecamatan) y 151 barrios (kelurahan).

## Historia
Al principio, Medan era un pueblo llamado Kampung Medan, fundado por Gurú Patimpus hacia el año 1590. El pueblo estaba situado en la confluencia del río Deli y del río Babura.
Según los diarios de los comerciantes portugueses del siglo XVI, el nombre de Medan es un derivado de Medina, que es una ciudad santa en Arabia Saudita. Otras fuentes indican que el nombre proviene del indio Meiden.
Los primeros habitantes de Medan eran los batak. Sólo cuando el sultán de Aceh, el Sultán Iskandar Muda, envió a su representante Gocah Pahlawan Laksamana Khoja Bintan, el Sultanato de Deli comenzó a crecer. Este crecimiento se refiere tanto al número de habitantes como al nivel cultural de Medan.
Medan no conoció un desarrollo significativo hasta 1860, cuando la colonización holandesa comenzó con las plantaciones de tabaco. Medan se hizo rápidamente el centro de las actividades comerciales y dominó el desarrollo del oeste de Indonesia.
En 1915, Medan se convirtió oficialmente en la capital de la provincia del Sumatra Norte, y oficialmente se hizo una ciudad en 1918.
El alcalde de Medan es el Doctor H. Abdillah Ak hasta 2010.

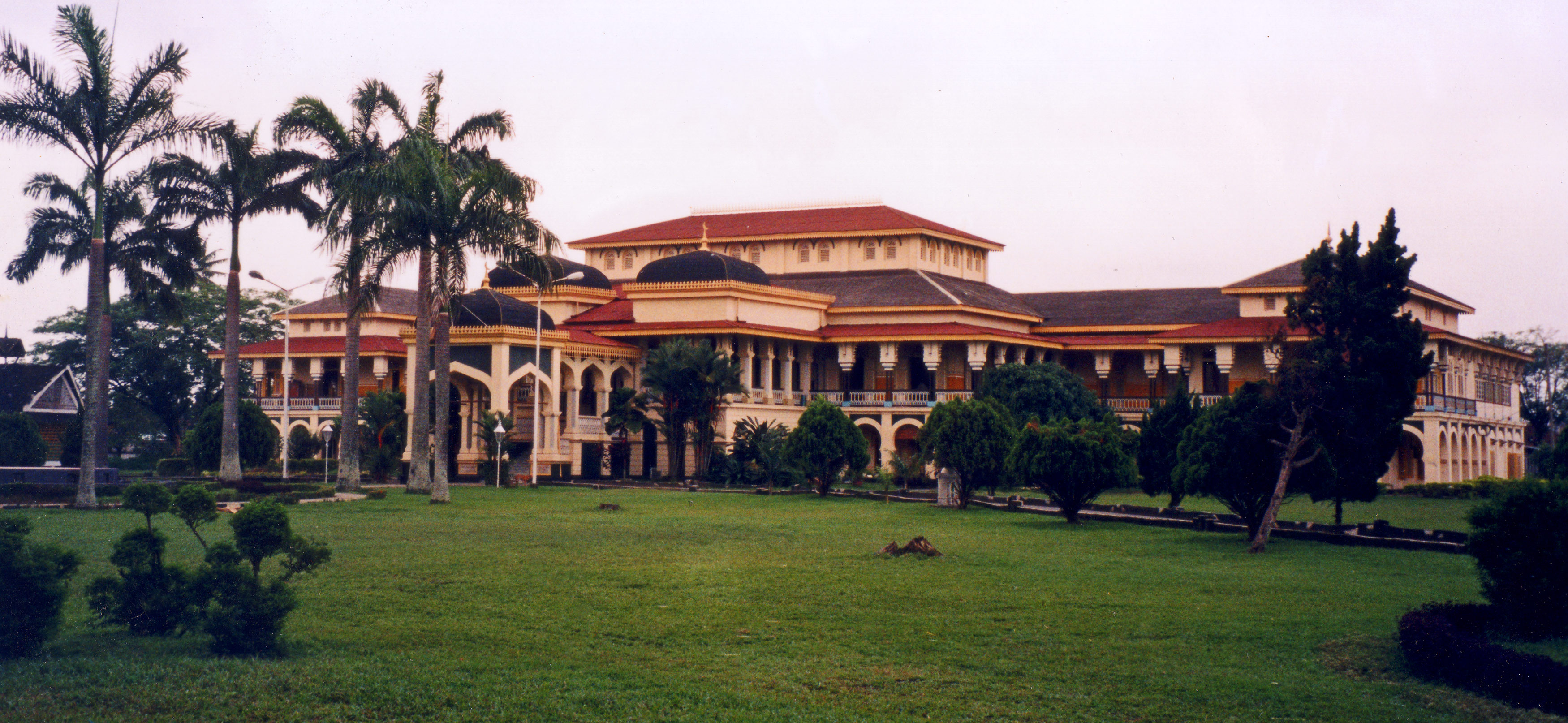
El palacio Maimun en Medan.

## Demografía
Medan es la tercera ciudad más poblada de Indonesia después de Yakarta y Surabaya, con cerca de 2,5 millones de habitantes. La ciudad es una mezcla de comunidades, que reflejan su historia. Es poblada por los Batak, a quien se añaden javaneses, los cuales la mayoría han sido forzados a emigrar por el gobierno para encauzar la superpoblación de Java. Medan cuenta cada vez más con chinos, que controlan la mayor parte de las actividades comerciales de la ciudad. Además, la ciudad cuenta una comunidad tamil, que se conoce como Keling. Un conocido mercado tamil es el Kampung Keling o Kampung Madras.

## Lugares de interés

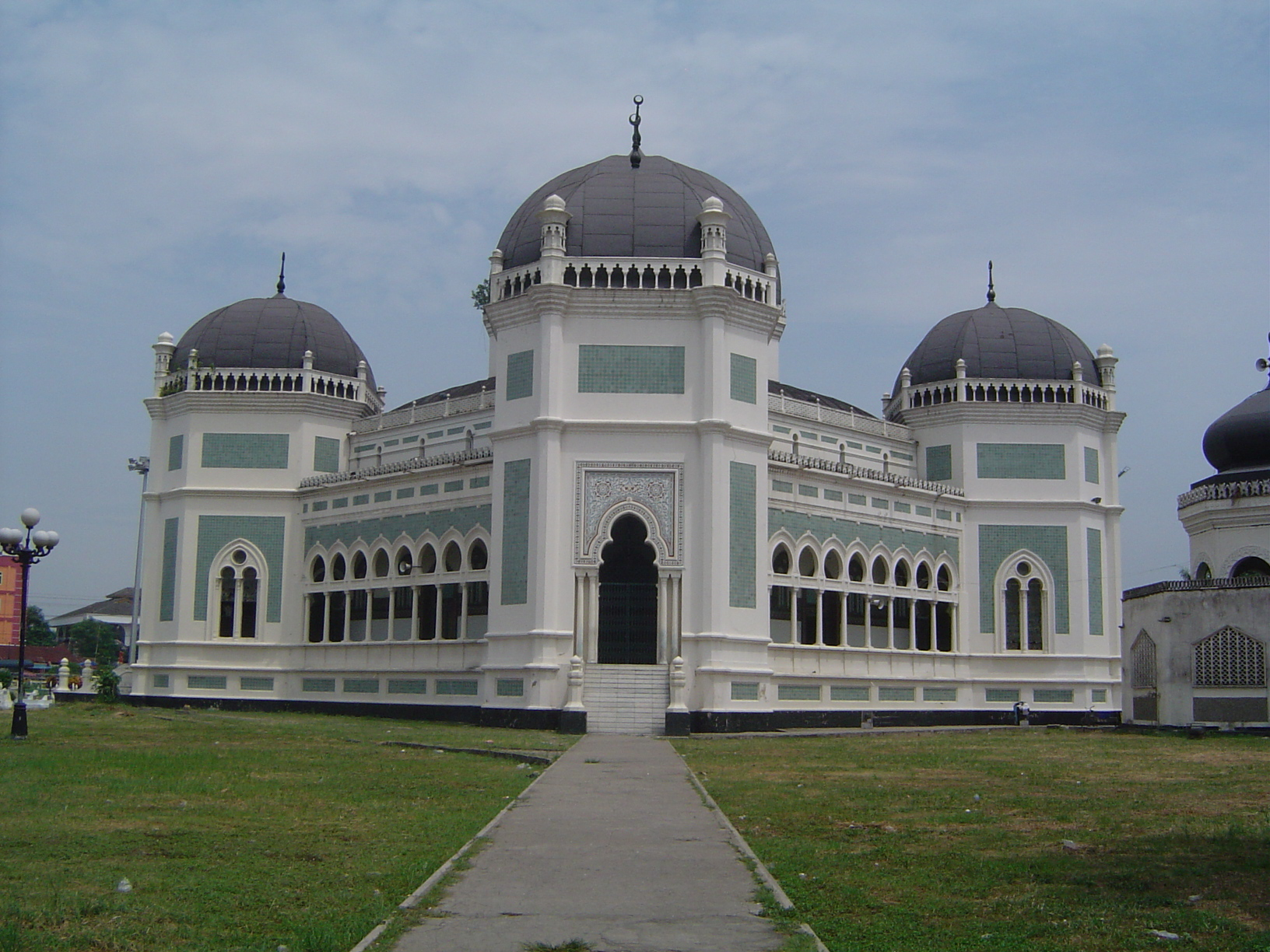
La Gran Mezquita de Medan.

Quedan numerosos edificios con arquitectura holandesa en Medan, entre los que está el antiguo hotel de la ciudad, la Central de Correos, el castillo, que es el símbolo de Medan, y el Titi Gantung (un puente sobre la vía férrea).
Hay numerosos lugares históricos, como el Palacio Maimun (Istana Maimun), donde todavía vive el Sultán de Deli, y la Gran Mezquita (Masjid Raya) de Medan, construida en 1906.

## Transportes
Medan es la puerta de entrada internacional de Sumatra. A consecuencia del maremoto del 26 de diciembre de 2004, su aeropuerto fue el principal punto de acogida de la ayuda internacional.
La ciudad es surcada por los becaks, que se encuentran por todas partes. Algunos están motorizados y sus tarifas se negocian de antemano en cada carrera. Hay también otros medios de transporte, como los taxis y los microbuses, conocidos como sudako.
El tren une a Medan con Binjai y Tanjungpura en el noroeste, con el puerto de Belawan en el norte, y con Tebing Tinggi y Pematang Siantar en el sureste.
El puerto de Belawan está a unos de 20 km al norte. El aeropuerto internacional Kuala Namu está en el centro de la ciudad. El aeropuerto Kuala Namu reemplaza a aeropuerto Medan-Polonia en 2009, aunque el aeropuerto de Kualanamu está fuera de la ciudad de Medan, precisamente Deli Serdang Regency.

## Medios de comunicación
El canal público TVRI Medan y el canal privado iNews TV Medan son los dos únicos INTV canales locales de televisión en Medan. Se publican numerosos periódicos en Medan, el más antiguo es Harian Analisa. Otros periódicos son el Harian Global y el Harian Waspada.

## Deporte
El deporte más popular de la ciudad es el fútbol. Los principales clubes de la ciudad son el PSMS Medan y el Medan Jaya.

## Ciudades hermanadas
- Ichikawa, Japón
- George Town, Penang, Malasia
- Chengdu, China
- Gwangju, Corea del Sur